# 马焦雷门

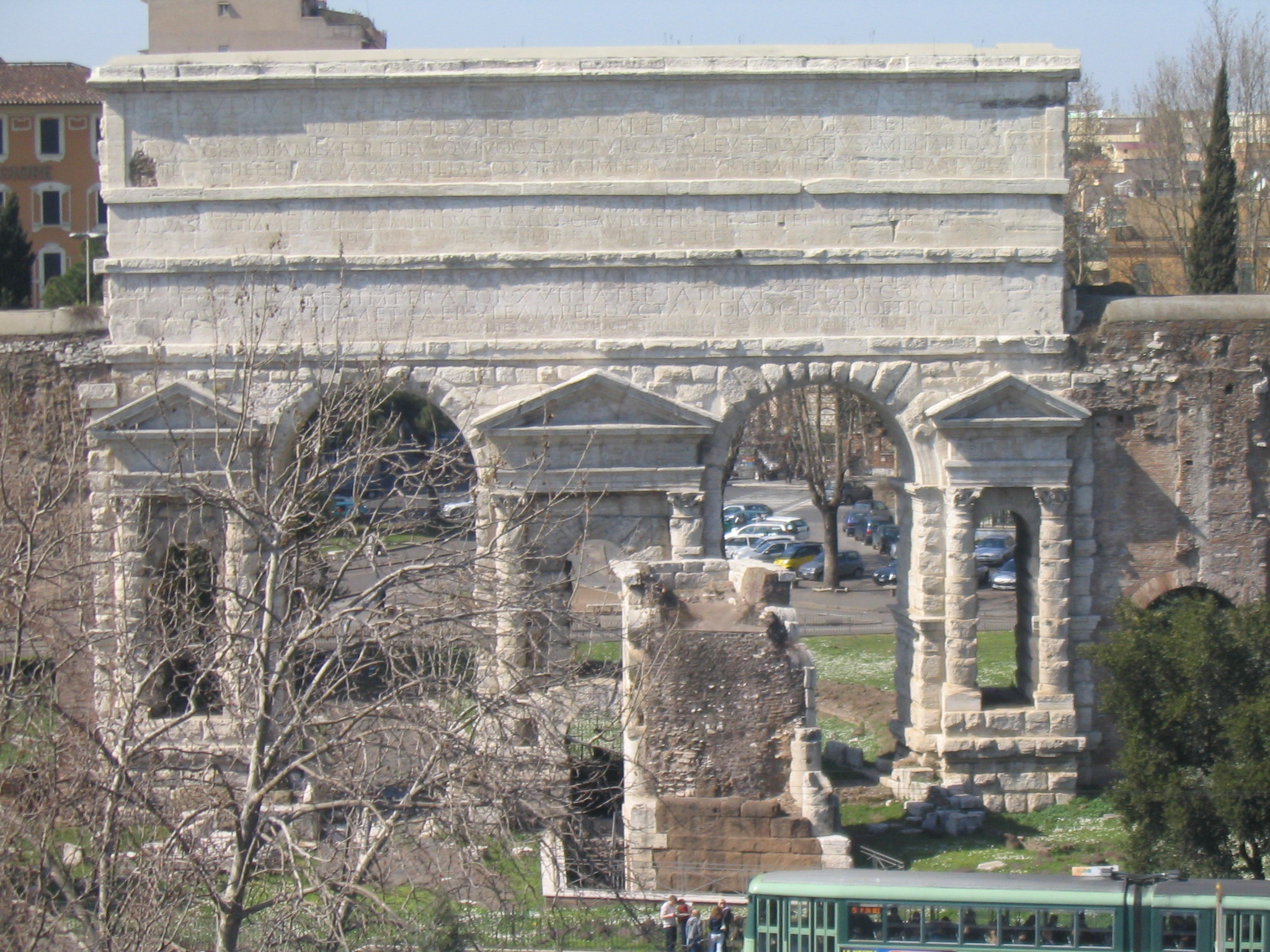
马焦雷门外侧

马焦雷门（Porta Maggiore），意为“大门”，最初称为普奈勒斯蒂门（Porta Prenestina），是罗马古老然而保存完好的3世纪奥勒良城墙东侧的一座城门。
有两条古代道路穿过此门：普雷內斯蒂納大道和拉比卡納道。普奈勒斯蒂大道向东通往古代城市普奈勒斯蒂（今帕莱斯特里纳），而拉比卡納道（现称卡西利纳大道）从该城向东南延伸。
马焦雷门用白色洞石砌筑，由皇帝克勞狄一世修建于公元前52年，比奥勒良城墙早数百年。它上面有皇帝克勞狄一世、苇斯巴芗和提多的赞美题词。 
公元271年，此门被皇帝奥勒良作为奥勒良城墙的一部分。皇帝霍諾留进一步加以改建。
靠近此门，就在城墙外，是不寻常的麵包師墓。1915年，在普奈勒斯蒂街附近地下发现公元1世纪的新畢達哥拉斯主義巴西利卡，其平面包括三个中殿和一个后殿，类似于基督教堂在4世纪开始采用的平面。拱顶装饰有象征着新畢達哥拉斯主義信念的白色粉饰灰泥，但是装饰元素的确切含义仍然是一个有争议的问题。